# 밥 헤이즈

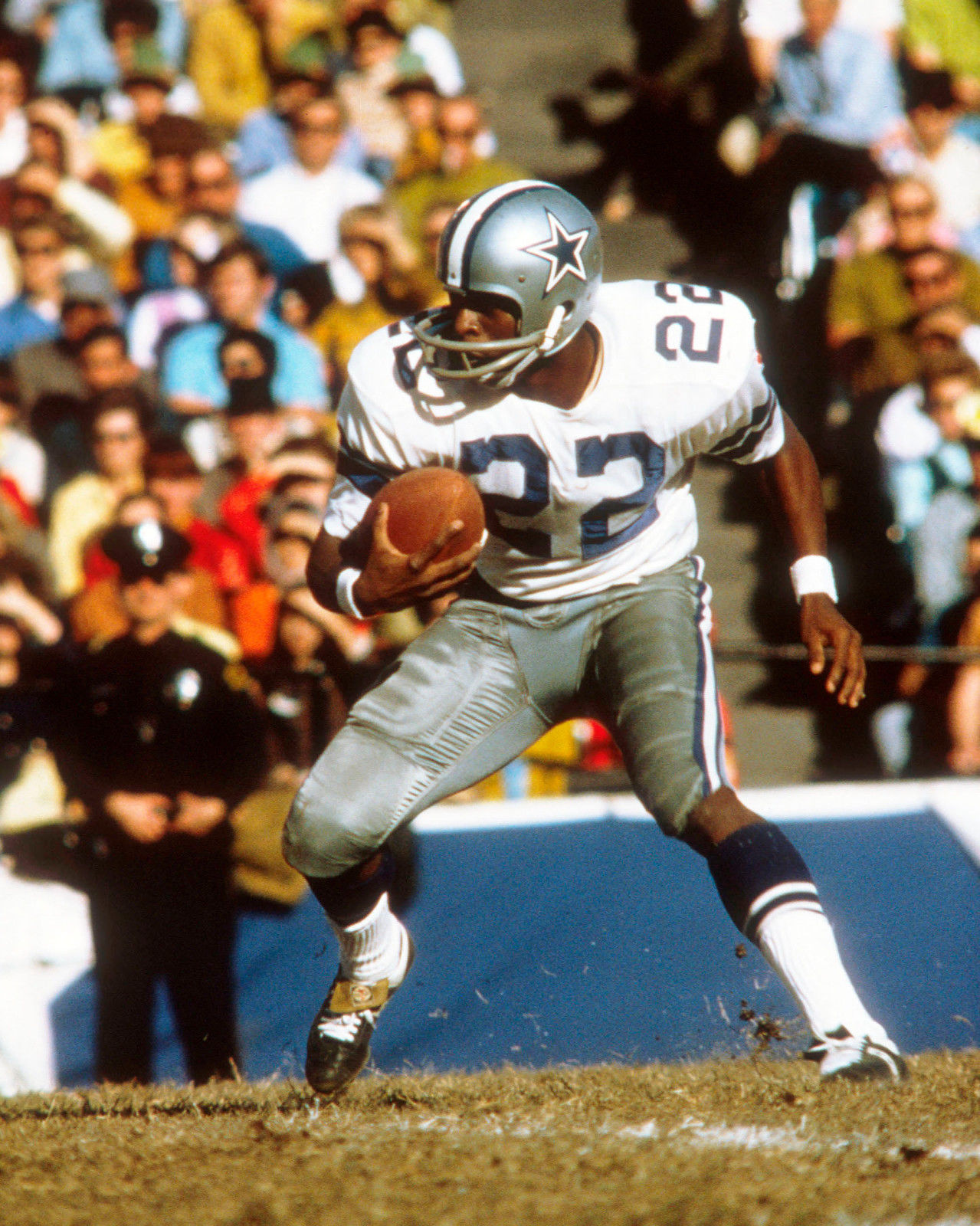

밥 헤이즈(Bob Hayes, 본명: 로버트 리 헤이즈, Robert Lee Hayes, 1942년 12월 20일 ~ 2002년 9월 18일)는 "Bullet Bob"이라는 별명을 가진 미국의 단거리 달리기 선수이자 프로 미식축구 선수였다. 1964년 하계 올림픽에서 금메달을 획득한 후, 댈러스 카우보이스의 내셔널 풋볼 리그(NFL)에서 스플릿 엔드로 활약했다(11 시즌 동안). 헤이즈는 올림픽 금메달과 슈퍼볼 링을 모두 획득한 유일한 운동선수이다. 그는 대학 시절 플로리다 A&M 대학의 육상과 미식축구 두 종목에서 뛰어난 활약을 펼쳤다. 헤이즈는 2001년 댈러스 카우보이스 링 오브 아너(Dallas Cowboys Ring of Honor)에 안치되었으며 2009년 1월 프로 축구 명예의 전당 입성식으로 선정되었다. 헤이즈는 짐 소프에 이어 프로 축구 명예의 전당에 입성한 두 번째 올림픽 금메달리스트이다. 한때 70야드 달리기 세계 기록(6.9초)을 보유했다. 또한 60야드 경주에서 세계에서 두 번째로 빠른 기록으로 공동 기록을 세웠다. 60야드, 100야드, 220야드, 올림픽 100미터 경주에서 여러 차례 세계 기록을 세웠기 때문에 한때 "세계에서 가장 빠른 인간"으로 여겨졌다. 미국 올림픽 명예의 전당에 헌액되었다.